# Дрянковец
Дря̀нковец (транслитерирано: Dryankovets) е село в Югоизточна България, община Айтос, област Бургас.

## Население

### Етнически състав
Преброяване на населението през 2011 г.
Численост и дял на етническите групи според преброяването на населението през 2011 г.:
|                     | Численост |
| Общо                | 158       |
| Българи             | 35        |
| Турци               | 120       |
| Цигани              | 0         |
| Други               | -         |
| Не се самоопределят | -         |
| Неотговорили        | 2         |

## География
Село Дрянковец се намира на около 10 km на изток-югоизток от град Айтос. Разположено е в средната част на Айтоската планина и е застроено по полегатия долинен склон южно от течащата на запад местна река (от поречието на Айтоска река), на която около 300 m западно извън селото има малък язовир (микроязовир) – „Текме тарла 1“, с площ около 8 ha. Североизточно от селото е началото на вливащата се в Черно море река Ахелой.
Общинският път до Дрянковец е едно от разклоненията – това на изток, на общинския път от Айтос, водещ и към селата: Пещерско на североизток; Мъглен и Черна могила на изток-североизток; Съдиево на югоизток, като последното има непосредствена връзка и с минаващия през Айтос първокласен Подбалкански път. Надморската височина на пътя при влизането в Дрянковец от запад е около 270 m, в източния и южния краища на селото нараства до 340 – 350 m, а на североизток към реката намалява до около 290 m.
Населението на село Дрянковец, наброявало 1006 души към 1934 г., намалява бързо до 253 към 1975 г. и по-бавно – до 173 (по текущата демографска статистика за населението) към 2018 г.
При преброяването на населението към 1 февруари 2011 г., от обща численост 158 лица, за 35 лица е посочена принадлежност към „българска“ етническа група, за 120 – към „турска“ и за останалите не е даден отговор.

## История
След края на Руско-турската война 1877 – 1878 г., по Берлинския договор селото остава на територията на Източна Румелия. От 1885 г. – след Съединението, то се намира в България с името Къзълджик. Преименувано е на Дрянковец през 1934 г.
От периода 1925 – 1970 г. в Държавния архив – Бургас, се съхраняват документи на/за Народно начално училище „Кирил и Методий“ в село Дрянковец.
От периода 1950 – 1996 г. в Държавния архив – Бургас, се съхраняват документи на/за Трудово кооперативно земеделско стопанство (ТКЗС) „Първи май“ – село Дрянковец, Бургаско. В списъка на фондове от масив „C“ на архива са посочени – във връзка с промените в наименованието на фондообразувателя и съответните периоди, следните форми, през които стопанството преминава:
- ТКЗС „Първи май“ – с. Дрянковец, Бургаско (1950 – 1958);
- ТКЗС „Дрянковец“ – с. Дрянковец, Бургаско (1990 – 1992) и
- Ликвидационен съвет на ТКЗС „Дрянковец“ – с. Дрянковец, Бургаско (1992 – 1995).

След 1958 г. ТКЗС „Първи май“ – село Дрянковец се влива в ТКЗС с център Айтос (от 1958 г. – Обединено трудово кооперативно земеделско стопанство (ОТКЗС) „В. И. Ленин“ – Айтос), а след това – в ОТКЗС село Мъглен. През 1995 г. стопанството – под формата отново на ТКЗС „Дрянковец“, е ликвидирано.

## Обществени институции
Село Дрянковец към 2020 г. е център на кметство Дрянковец.
В селото към 2020 г. има действаща джамия.

## Културни и природни забележителности
В селската градинка има паметни плочи от черен мрамор, поставени върху каменен блок, които са посветени на загиналите в Балканската и Първата световна войни. Паметникът има надпис „Загинали за Родината отъ с. ДрҌнковецъ – ок. Айтоска“; „Слава на героитҌ“ и списъци на загиналите.